# 十二月廿五
腊月廿五，农历腊月第二十五天。

## 大事记
- 大清宣统皇帝溥仪于1912年2月12日（宣统三年十二月廿五）宣告退位。
溥仪是大清帝国最后一位皇帝，同时也是中国自秦始皇创立皇帝制度以来的最后一位被承认的皇帝。
由于溥仪当时年仅六岁，无行为能力，因此由隆裕皇太后临朝称制。
隆裕皇太后懿旨颁布宣统帝退位诏书。

## 参看
- 日历
- 腊月廿三 - 腊月廿四 - 腊月廿五 - 腊月廿六 - 腊月廿七
- 十一月廿五 - 腊月廿五 - 正月廿五
- 正月 - 二月 - 三月 - 四月 - 五月 - 六月 - 七月 - 八月 - 九月 - 十月 - 十一月 - 腊月
- 公历12月25日